# Danh sách cầu thủ tham dự Giải vô địch bóng đá nữ thế giới 2003
Dưới đây là danh sách cầu thủ được triệu tập cho Giải vô địch bóng đá nữ thế giới 2003 tại Hoa Kỳ.

## Bảng A

### Nigeria
Huấn luyện viên:  Samuel Okpodu
| Số | Vt | Cầu thủ                | Ngày sinh (tuổi)      | Số trận | Câu lạc bộ |
| -- | -- | ---------------------- | --------------------- | ------- | ---------- |
| 1  | TM | Ugochi Opara           | 27 tháng 5, 1976 (27) |         |            |
| 2  | TV | Efioanwan Ekpo         | 25 tháng 1, 1984 (19) |         |            |
| 3  | HV | Bunmi Kayode           | 13 tháng 4, 1985 (18) |         |            |
| 4  | TV | Perpetua Nkwocha       | 3 tháng 1, 1976 (27)  |         |            |
| 5  | HV | Onome Ebi              | 8 tháng 5, 1983 (20)  |         |            |
| 6  | HV | Kikelomo Ajayi         | 28 tháng 4, 1977 (26) |         |            |
| 7  | TV | Stella Mbachu          | 16 tháng 4, 1978 (25) |         |            |
| 8  | TĐ | Yusuf Olaitan          | 12 tháng 1, 1982 (21) |         |            |
| 9  | TV | Faith Ikidi            | 28 tháng 2, 1987 (16) |         |            |
| 10 | TĐ | Mercy Akide            | 26 tháng 8, 1975 (28) |         |            |
| 11 | TĐ | Nkechi Egbe            | 5 tháng 2, 1978 (25)  |         |            |
| 12 | TM | Precious Dede          | 18 tháng 1, 1980 (23) |         |            |
| 13 | TV | Nkiru Okosieme         | 1 tháng 3, 1972 (31)  |         |            |
| 14 | HV | Ifeanyichukwu Chiejine | 17 tháng 5, 1983 (20) |         |            |
| 15 | TV | Maureen Mmadu          | 7 tháng 5, 1975 (28)  |         |            |
| 16 | HV | Florence Iweta         | 29 tháng 3, 1983 (20) |         |            |
| 17 | HV | Florence Omagbemi (c)  | 2 tháng 2, 1975 (28)  |         |            |
| 18 | TV | Patience Avre          | 10 tháng 6, 1976 (27) |         |            |
| 19 | TM | Esther Okhae           | 12 tháng 3, 1986 (17) |         |            |
| 20 | TĐ | Vera Okolo             | 5 tháng 1, 1985 (18)  |         |            |

### CHDNCND Triều Tiên
Huấn luyện viên:  Song Gun-ri
| Số | Vt | Cầu thủ         | Ngày sinh (tuổi)       | Số trận | Câu lạc bộ |
| -- | -- | --------------- | ---------------------- | ------- | ---------- |
| 1  | TM | Ri Jong-hui (c) | 20 tháng 8, 1975 (28)  |         |            |
| 2  | HV | Yun In-sil      | 10 tháng 1, 1976 (27)  |         |            |
| 3  | HV | Kim Hwa-song    | 19 tháng 8, 1985 (18)  |         |            |
| 5  | HV | Sin Kum-ok      | 25 tháng 11, 1975 (27) |         |            |
| 6  | HV | Ra Mi-ae        | 8 tháng 12, 1975 (27)  |         |            |
| 7  | TĐ | Ri Kum-suk      | 16 tháng 8, 1978 (25)  |         |            |
| 8  | TĐ | Pak Kum-chun    | 22 tháng 2, 1978 (25)  |         |            |
| 9  | TV | Ho Sun-hui      | 5 tháng 3, 1980 (23)   |         |            |
| 10 | TĐ | Jin Pyol-hui    | 19 tháng 8, 1980 (23)  |         |            |
| 11 | TV | Yun Yong-hui    | 18 tháng 3, 1977 (26)  |         |            |
| 12 | HV | Jang Ok-gyong   | 29 tháng 1, 1980 (23)  |         |            |
| 13 | HV | Song Jong-sun   | 11 tháng 3, 1981 (22)  |         |            |
| 14 | TV | O Kum-ran       | 18 tháng 9, 1981 (22)  |         |            |
| 15 | TV | Ri Un-gyong     | 19 tháng 11, 1980 (22) |         |            |
| 16 | TĐ | Pak Kyong-sun   | 23 tháng 6, 1985 (18)  |         |            |
| 17 | HV | Jon Hye-yong    | 16 tháng 2, 1977 (26)  |         |            |
| 18 | TM | Chon Kyong-hwa  | 7 tháng 8, 1983 (20)   |         |            |
| 19 | TV | Ri Hyang-ok     | 18 tháng 12, 1977 (25) |         |            |
| 20 | HV | Ri Un-ju        | 25 tháng 10, 1983 (19) |         |            |

### Thụy Điển
Huấn luyện viên:  Marika Domanski-Lyfors
| Số | Vt | Cầu thủ           | Ngày sinh (tuổi)       | Số trận | Câu lạc bộ |
| -- | -- | ----------------- | ---------------------- | ------- | ---------- |
| 1  | TM | Caroline Jönsson  | 22 tháng 11, 1977 (25) |         |            |
| 2  | HV | Karolina Westberg | 16 tháng 5, 1978 (25)  |         |            |
| 3  | HV | Jane Törnqvist    | 9 tháng 5, 1975 (28)   |         |            |
| 4  | HV | Hanna Marklund    | 26 tháng 11, 1977 (25) |         |            |
| 5  | HV | Kristin Bengtsson | 12 tháng 1, 1970 (33)  |         |            |
| 6  | TV | Malin Moström (c) | 1 tháng 8, 1975 (28)   |         |            |
| 7  | HV | Sara Larsson      | 13 tháng 5, 1979 (24)  |         |            |
| 8  | TV | Frida Nordin      | 23 tháng 5, 1982 (21)  |         |            |
| 9  | TV | Malin Andersson   | 4 tháng 5, 1973 (30)   |         |            |
| 10 | TĐ | Hanna Ljungberg   | 8 tháng 1, 1979 (24)   |         |            |
| 11 | TĐ | Victoria Svensson | 18 tháng 5, 1977 (26)  |         |            |
| 12 | TM | Sofia Lundgren    | 20 tháng 9, 1982 (21)  |         |            |
| 13 | TV | Sara Johansson    | 23 tháng 1, 1980 (23)  |         |            |
| 14 | TV | Linda Fagerström  | 17 tháng 3, 1977 (26)  |         |            |
| 15 | TV | Therese Sjögran   | 4 tháng 8, 1977 (26)   |         |            |
| 16 | TĐ | Salina Olsson     | 29 tháng 8, 1978 (25)  |         |            |
| 17 | TV | Anna Sjöström     | 23 tháng 4, 1977 (26)  |         |            |
| 18 | HV | Frida Östberg     | 10 tháng 12, 1977 (25) |         |            |
| 19 | HV | Sara Call         | 16 tháng 7, 1977 (26)  |         |            |
| 20 | TĐ | Josefine Öqvist   | 23 tháng 7, 1983 (20)  |         |            |

### Hoa Kỳ
Huấn luyện viên:  April Heinrichs
| Số | Vt | Cầu thủ           | Ngày sinh (tuổi)       | Số trận | Câu lạc bộ           |
| -- | -- | ----------------- | ---------------------- | ------- | -------------------- |
| 1  | TM | Briana Scurry     | 7 tháng 9, 1971 (32)   |         | Atlanta Beat         |
| 2  | HV | Kylie Bivens      | 24 tháng 10, 1978 (24) |         | Atlanta Beat         |
| 3  | HV | Christie Pearce   | 24 tháng 6, 1975 (28)  |         | New York Power       |
| 4  | HV | Cat Reddick       | 10 tháng 2, 1982 (21)  |         | Đại học Bắc Carolina |
| 5  | TV | Tiffany Roberts   | 5 tháng 5, 1978 (25)   |         | Carolina Courage     |
| 6  | HV | Brandi Chastain   | 21 tháng 7, 1968 (35)  |         | San Jose CyberRays   |
| 7  | TV | Shannon Boxx      | 29 tháng 6, 1977 (26)  |         | New York Power       |
| 8  | TĐ | Shannon MacMillan | 7 tháng 10, 1974 (28)  |         | San Diego Spirit     |
| 9  | TĐ | Mia Hamm          | 17 tháng 3, 1972 (31)  |         | Washington Freedom   |
| 10 | TV | Aly Wagner        | 10 tháng 8, 1980 (23)  |         | Boston Breakers      |
| 11 | TV | Julie Foudy (c)   | 23 tháng 1, 1971 (32)  |         | San Diego Spirit     |
| 12 | TĐ | Cindy Parlow      | 8 tháng 5, 1978 (25)   |         | Atlanta Beat         |
| 13 | TV | Kristine Lilly    | 22 tháng 7, 1971 (32)  |         | Boston Breakers      |
| 14 | HV | Joy Fawcett       | 8 tháng 2, 1968 (35)   |         | San Diego Spirit     |
| 15 | HV | Kate Sobrero      | 23 tháng 8, 1976 (27)  |         | Boston Breakers      |
| 16 | TĐ | Tiffeny Milbrett  | 23 tháng 10, 1972 (30) |         | New York Power       |
| 17 | HV | Danielle Slaton   | 10 tháng 6, 1980 (23)  |         | Carolina Courage     |
| 18 | TM | Siri Mullinix     | 22 tháng 5, 1978 (25)  |         | Washington Freedom   |
| 19 | TV | Angela Hucles     | 5 tháng 7, 1978 (25)   |         | San Diego Spirit     |
| 20 | TĐ | Abby Wambach      | 2 tháng 6, 1980 (23)   |         | Washington Freedom   |

## Bảng B

### Brasil
Huấn luyện viên:  Paulo Goncalves
| Số | Vt | Cầu thủ      | Ngày sinh (tuổi)       | Số trận | Câu lạc bộ |
| -- | -- | ------------ | ---------------------- | ------- | ---------- |
| 1  | TM | Andréia      | 14 tháng 9, 1977 (26)  |         |            |
| 2  | TĐ | Simone       | 10 tháng 2, 1981 (22)  |         |            |
| 3  | HV | Juliana (c)  | 3 tháng 10, 1981 (21)  |         |            |
| 4  | HV | Tânia        | 3 tháng 10, 1974 (28)  |         |            |
| 5  | TV | Renata Costa | 8 tháng 7, 1986 (17)   |         |            |
| 6  | TV | Michele      | 10 tháng 6, 1984 (19)  |         |            |
| 7  | TĐ | Formiga      | 3 tháng 3, 1978 (25)   |         |            |
| 8  | TV | Rafaela      | 23 tháng 5, 1981 (22)  |         |            |
| 9  | TĐ | Kelly        | 8 tháng 5, 1985 (18)   |         |            |
| 10 | TĐ | Marta        | 19 tháng 2, 1986 (17)  |         |            |
| 11 | TĐ | Cristiane    | 15 tháng 5, 1985 (18)  |         |            |
| 12 | TM | Giselle      | 20 tháng 11, 1983 (19) |         |            |
| 13 | HV | Mônica       | 4 tháng 4, 1978 (25)   |         |            |
| 14 | TĐ | Rosana       | 7 tháng 7, 1982 (21)   |         |            |
| 15 | HV | Renata Diniz | 1 tháng 11, 1985 (17)  |         |            |
| 16 | TĐ | Maycon       | 30 tháng 4, 1977 (26)  |         |            |
| 17 | TĐ | Kátia        | 18 tháng 2, 1977 (26)  |         |            |
| 18 | TĐ | Daniela      | 12 tháng 1, 1984 (19)  |         |            |
| 19 | TV | Priscila     | 10 tháng 3, 1982 (21)  |         |            |
| 20 | TV | Milene       | 18 tháng 6, 1979 (24)  |         |            |

### Pháp
Huấn luyện viên:  Elisabeth Loisel
| Số | Vt | Cầu thủ                  | Ngày sinh (tuổi)       | Số trận | Câu lạc bộ |
| -- | -- | ------------------------ | ---------------------- | ------- | ---------- |
| 1  | TM | Celine Marty             | 30 tháng 3, 1976 (27)  |         |            |
| 2  | HV | Sabrina Viguier          | 4 tháng 1, 1981 (22)   |         |            |
| 3  | HV | Peggy Provost            | 19 tháng 9, 1977 (26)  |         |            |
| 4  | HV | Laura Georges            | 20 tháng 8, 1984 (19)  |         |            |
| 5  | HV | Corinne Diacre (c)       | 4 tháng 8, 1974 (29)   |         |            |
| 6  | TV | Sandrine Soubeyrand      | 16 tháng 8, 1973 (30)  |         |            |
| 7  | TĐ | Stephanie Mugneret-Beghe | 22 tháng 3, 1974 (29)  |         |            |
| 8  | TV | Sonia Bompastor          | 8 tháng 6, 1980 (23)   |         |            |
| 9  | TĐ | Marinette Pichon         | 26 tháng 11, 1975 (27) |         |            |
| 10 | TV | Elodie Woock             | 13 tháng 1, 1976 (27)  |         |            |
| 11 | TV | Amélie Coquet            | 31 tháng 12, 1984 (18) |         |            |
| 12 | TV | Severine Lecoufle        | 31 tháng 3, 1975 (28)  |         |            |
| 13 | HV | Anne-Laure Casseleux     | 13 tháng 1, 1984 (19)  |         |            |
| 14 | TV | Virginie Dessalle        | 3 tháng 7, 1981 (22)   |         |            |
| 15 | TĐ | Laetitia Tonazzi         | 31 tháng 1, 1981 (22)  |         |            |
| 16 | TM | Berangere Sapowicz       | 6 tháng 2, 1983 (20)   |         |            |
| 17 | TĐ | Marie-Ange Kramo         | 20 tháng 2, 1979 (24)  |         |            |
| 18 | TĐ | Hoda Lattaf              | 31 tháng 8, 1978 (25)  |         |            |
| 19 | HV | Severine Goulois         | 18 tháng 4, 1982 (21)  |         |            |
| 20 | HV | Emmanuelle Sykora        | 21 tháng 2, 1976 (27)  |         |            |

### Na Uy
Huấn luyện viên: Åge Steen
| Số | Vt | Cầu thủ                 | Ngày sinh (tuổi)            | Số trận | Câu lạc bộ       |
| -- | -- | ----------------------- | --------------------------- | ------- | ---------------- |
| 1  | TM | Bente Nordby            | 23 tháng 7, 1974 (29 tuổi)  | 119     | Kolbotn          |
| 2  | HV | Brit Sandaune           | 5 tháng 6, 1972 (31 tuổi)   | 115     | Trondheims-Ørn   |
| 3  | HV | Ane Stangeland          | 2 tháng 6, 1980 (23 tuổi)   | 27      | Klepp            |
| 4  | HV | Monica Knudsen          | 25 tháng 3, 1975 (28 tuổi)  | 81      | Asker            |
| 5  | TV | Karin Bredland          | 7 tháng 1, 1978 (25 tuổi)   | 1       | Røa              |
| 6  | TV | Hege Riise              | 18 tháng 7, 1969 (34 tuổi)  | 177     | Carolina Courage |
| 7  | TĐ | Trine Rønning           | 14 tháng 6, 1982 (21 tuổi)  | 30      | Kolbotn          |
| 8  | TV | Solveig Gulbrandsen     | 12 tháng 1, 1981 (22 tuổi)  | 67      | Kolbotn          |
| 9  | TĐ | Anita Rapp              | 24 tháng 7, 1976 (27 tuổi)  | 58      | Asker            |
| 10 | TV | Unni Lehn               | 7 tháng 6, 1977 (26 tuổi)   | 88      | Carolina Courage |
| 11 | TĐ | Marianne Pettersen      | 12 tháng 4, 1975 (28 tuổi)  | 93      | Asker            |
| 12 | TM | Silje Vesterbekkmo      | 22 tháng 6, 1983 (20 tuổi)  |         | Røa              |
| 13 | HV | Anne Tønnessen          | 18 tháng 3, 1974 (29 tuổi)  | 59      | Klepp            |
| 14 | TĐ | Dagny Mellgren (c)      | 19 tháng 6, 1978 (25 tuổi)  | 71      | Boston Breakers  |
| 15 | HV | Marit Fiane Christensen | 11 tháng 12, 1980 (22 tuổi) | 6       | Asker            |
| 16 | HV | Gunhild Følstad         | 3 tháng 11, 1981 (21 tuổi)  | 3       | Trondheims-Ørn   |
| 17 | TĐ | Linda Ørmen             | 22 tháng 3, 1977 (26 tuổi)  | 46      | Asker            |
| 18 | TĐ | Ingrid Fosse            | 19 tháng 1, 1978 (25 tuổi)  | 15      | Arna-Bjørnar     |
| 19 | TV | Kristine Edner          | 8 tháng 3, 1976 (27 tuổi)   | 10      | Røa              |
| 20 | TV | Lise Klaveness          | 19 tháng 4, 1981 (22 tuổi)  | 10      | Asker            |

### Hàn Quốc
Huấn luyện viên:  Ahn Jong-kwan
| Số | Vt | Cầu thủ           | Ngày sinh (tuổi)       | Số trận | Câu lạc bộ                     |
| -- | -- | ----------------- | ---------------------- | ------- | ------------------------------ |
| 1  | TM | Jung Ho-jung      | 11 tháng 5, 1976 (27)  |         | INI Steel                      |
| 2  | TV | Kim Joo-hee       | 10 tháng 3, 1985 (18)  |         | TH Công nghiệp thông tin Wirye |
| 3  | TV | Hong Kyung-suk    | 14 tháng 10, 1984 (18) |         | Viện Công nghệ Yeojoo          |
| 4  | HV | Kim Yeo-jin       | 17 tháng 7, 1979 (24)  |         | INI Steel                      |
| 5  | HV | Park Hae-jung     | 10 tháng 3, 1977 (26)  |         | INI Steel                      |
| 6  | HV | Jin suk-hee       | 9 tháng 7, 1978 (25)   |         | INI Steel                      |
| 7  | TĐ | Park Eun-sun      | 25 tháng 12, 1986 (16) |         | TH Công nghiệp thông tin Wirye |
| 8  | TV | Hwang In-sun      | 2 tháng 2, 1976 (27)   |         | INI Steel                      |
| 9  | TV | Song Ju-hee       | 30 tháng 10, 1977 (25) |         | INI Steel                      |
| 10 | TV | Kim Jin-hee       | 26 tháng 3, 1981 (22)  |         | Cao đẳng Ulsan                 |
| 11 | TĐ | Lee Ji-eun        | 16 tháng 12, 1979 (23) |         | INI Steel                      |
| 12 | TM | Kim Jung-mi       | 16 tháng 10, 1984 (18) |         | Yeungjin College               |
| 13 | TV | Kim Yoo-jin       | 26 tháng 9, 1981 (21)  |         | INI Steel                      |
| 14 | TV | Han Jin-sook      | 15 tháng 12, 1979 (23) |         | Daekyo Kangaroos               |
| 15 | TV | Kim Kyul-sil      | 13 tháng 4, 1982 (21)  |         | Viện Công nghệ Yeojoo          |
| 16 | TV | Shin Sun-nam      | 30 tháng 5, 1981 (22)  |         | INI Steel                      |
| 17 | TĐ | Sung Hyun-ah      | 5 tháng 5, 1982 (21)   |         | Daekyo Kangaroos               |
| 18 | HV | Kim Yoo-mi        | 15 tháng 8, 1979 (24)  |         | INI Steel                      |
| 19 | TV | Lee Myung-hwa     | 29 tháng 7, 1973 (30)  |         | INI Steel                      |
| 20 | HV | Yoo Young-sil (c) | 1 tháng 5, 1975 (28)   |         | INI Steel                      |

## Bảng C

### Argentina
Huấn luyện viên:  José Carlos Borello
| Số | Vt | Cầu thủ          | Ngày sinh (tuổi)       | Số trận | Câu lạc bộ                         |
| -- | -- | ---------------- | ---------------------- | ------- | ---------------------------------- |
| 1  | TM | Romina Ferro     | 26 tháng 6, 1980 (23)  |         | River Plate                        |
| 2  | HV | Clarisa Huber    | 22 tháng 12, 1984 (18) |         | Cầu thủ tự do                      |
| 3  | HV | Mariela Ricotti  | 2 tháng 4, 1979 (24)   |         | Boca Juniors                       |
| 4  | HV | Andrea Gonsebate | 7 tháng 5, 1977 (26)   |         | Cầu thủ tự do                      |
| 5  | TV | Marisa Gerez (c) | 3 tháng 11, 1976 (26)  |         | Boca Juniors                       |
| 6  | HV | Noelia López     | 29 tháng 7, 1978 (25)  |         | Cầu thủ tự do                      |
| 7  | TĐ | Karina Alvariza  | 11 tháng 4, 1976 (27)  |         | Boca Juniors                       |
| 8  | TV | Natalia Gatti    | 20 tháng 10, 1982 (20) |         | Cầu thủ tự do                      |
| 9  | HV | Yesica Arrien    | 1 tháng 7, 1980 (23)   |         | Gimnasia y Esgrima de Buenos Aires |
| 10 | TV | Rosana Gomez     | 13 tháng 7, 1980 (23)  |         | Boca Juniors                       |
| 11 | TĐ | Marisol Medina   | 11 tháng 5, 1980 (23)  |         | Cầu thủ tự do                      |
| 12 | TM | Vanina Correa    | 14 tháng 8, 1983 (20)  |         | Banfield                           |
| 13 | HV | Nancy Diaz       | 14 tháng 3, 1973 (30)  |         | Boca Juniors                       |
| 14 | TĐ | Fabiana Vallejos | 30 tháng 6, 1985 (18)  |         | River Plate                        |
| 15 | TV | Yanina Gaitán    | 3 tháng 6, 1978 (25)   |         | Boca Juniors                       |
| 16 | HV | Adela Medina     | 3 tháng 11, 1978 (24)  |         | Cầu thủ tự do                      |
| 17 | HV | Valeria Cotelo   | 26 tháng 3, 1984 (19)  |         | Cầu thủ tự do                      |
| 18 | TĐ | Mariela Coronel  | 20 tháng 6, 1981 (22)  |         | Independiente                      |
| 19 | HV | Sabrina Barbitta | 22 tháng 5, 1979 (24)  |         | Cầu thủ tự do                      |
| 20 | TĐ | Maria Villanueva | 29 tháng 10, 1974 (28) |         | Boca Juniors                       |

### Canada
Huấn luyện viên:  Even Pellerud
| Số | Vt | Cầu thủ              | Ngày sinh (tuổi)       | Số trận | Câu lạc bộ |
| -- | -- | -------------------- | ---------------------- | ------- | ---------- |
| 1  | TM | Karina Leblanc       | 30 tháng 3, 1980 (23)  |         |            |
| 2  | TĐ | Christine Latham     | 15 tháng 9, 1981 (22)  |         |            |
| 3  | HV | Linda Consolante     | 23 tháng 5, 1982 (21)  |         |            |
| 4  | HV | Sasha Andrews        | 24 tháng 2, 1983 (20)  |         |            |
| 5  | TV | Andrea Neil          | 26 tháng 10, 1971 (31) |         |            |
| 6  | HV | Sharolta Nonen       | 30 tháng 12, 1977 (25) |         |            |
| 7  | HV | Isabelle Morneau     | 18 tháng 4, 1976 (27)  |         |            |
| 8  | TV | Kristina Kiss        | 13 tháng 2, 1981 (22)  |         |            |
| 9  | TV | Rhian Wilkinson      | 12 tháng 5, 1982 (21)  |         |            |
| 10 | TĐ | Charmaine Hooper (c) | 15 tháng 1, 1968 (35)  |         |            |
| 11 | HV | Randee Hermuss       | 14 tháng 11, 1979 (23) |         |            |
| 12 | TĐ | Christine Sinclair   | 12 tháng 6, 1983 (20)  |         |            |
| 13 | TV | Diana Matheson       | 16 tháng 4, 1984 (19)  |         |            |
| 14 | TV | Carmelina Moscato    | 2 tháng 5, 1984 (19)   |         |            |
| 15 | TV | Kara Lang            | 22 tháng 10, 1986 (16) |         |            |
| 16 | TV | Brittany Timko       | 5 tháng 9, 1985 (18)   |         |            |
| 17 | TĐ | Silvana Burtini      | 10 tháng 5, 1969 (34)  |         |            |
| 18 | TĐ | Tanya Dennis         | 26 tháng 8, 1985 (18)  |         |            |
| 19 | TM | Erin McLeod          | 26 tháng 2, 1983 (20)  |         |            |
| 20 | TM | Taryn Swiatek        | 4 tháng 2, 1981 (22)   |         |            |

### Đức
Huấn luyện viên:  Tina Theune-Meyer
| Số | Vt | Cầu thủ              | Ngày sinh (tuổi)       | Số trận | Câu lạc bộ             |
| -- | -- | -------------------- | ---------------------- | ------- | ---------------------- |
| 1  | TM | Silke Rottenberg     | 25 tháng 1, 1971 (32)  | 5       | FCR 2001 Duisburg      |
| 2  | HV | Kerstin Stegemann    | 29 tháng 9, 1977 (25)  | 42      | FFC Heike Rheine       |
| 3  | HV | Linda Bresonik       | 7 tháng 12, 1983 (19)  | 26      | FCR 2001 Duisburg      |
| 4  | HV | Nia Künzer           | 18 tháng 1, 1980 (23)  | 81      | 1. FFC Frankfurt       |
| 5  | TV | Steffi Jones         | 22 tháng 12, 1972 (30) | 38      | 1. FFC Frankfurt       |
| 6  | TV | Renate Lingor        | 11 tháng 10, 1975 (27) | 14      | 1. FFC Frankfurt       |
| 7  | TV | Pia Wunderlich       | 26 tháng 1, 1975 (28)  | 28      | 1. FFC Frankfurt       |
| 8  | TV | Sandra Smisek        | 3 tháng 7, 1977 (26)   | 18      | FSV Frankfurt          |
| 9  | TĐ | Birgit Prinz         | 25 tháng 10, 1977 (25) | 43      | 1. FFC Frankfurt       |
| 10 | TV | Bettina Wiegmann (c) | 7 tháng 10, 1971 (31)  | 44      | FFC Brauweiler Pulheim |
| 11 | TĐ | Martina Müller       | 18 tháng 4, 1980 (23)  | 26      | SC 07 Bad Neuenahr     |
| 12 | HV | Sonja Fuss           | 5 tháng 9, 1978 (25)   | 45      | FFC Brauweiler Pulheim |
| 13 | HV | Sandra Minnert       | 7 tháng 4, 1973 (30)   | 42      | 1. FFC Frankfurt       |
| 14 | TĐ | Maren Meinert        | 5 tháng 8, 1973 (30)   | 40      | Boston Breakers        |
| 15 | TM | Nadine Angerer       | 10 tháng 11, 1978 (24) | 25      | 1. FFC Turbine Potsdam |
| 16 | TV | Viola Odebrecht      | 11 tháng 2, 1983 (20)  | 48      | 1. FFC Turbine Potsdam |
| 17 | HV | Ariane Hingst        | 25 tháng 7, 1979 (24)  | 46      | 1. FFC Turbine Potsdam |
| 18 | TV | Kerstin Garefrekes   | 4 tháng 9, 1979 (24)   | 17      | FFC Heike Rheine       |
| 19 | HV | Stefanie Gottschlich | 5 tháng 8, 1978 (25)   | 46      | VfL Wolfsburg          |
| 20 | TĐ | Conny Pohlers        | 16 tháng 11, 1978 (24) | 17      | 1. FFC Turbine Potsdam |

### Nhật Bản
Huấn luyện viên:  Ueda Eiji
| Số | Vt | Cầu thủ          | Ngày sinh (tuổi)       | Số trận | Câu lạc bộ   |
| -- | -- | ---------------- | ---------------------- | ------- | ------------ |
| 1  | TM | Yamago Nozomi    | 16 tháng 1, 1975 (28)  |         |              |
| 2  | HV | Obe Yumi (c)     | 15 tháng 2, 1975 (28)  |         |              |
| 3  | HV | Isozaki Hiromi   | 22 tháng 12, 1975 (27) |         |              |
| 4  | HV | Yamagishi Yasuyo | 28 tháng 11, 1979 (23) |         |              |
| 5  | TV | Sakai Tomoe      | 27 tháng 5, 1978 (25)  |         |              |
| 6  | TV | Kobayashi Yayoi  | 18 tháng 9, 1981 (22)  |         |              |
| 7  | TV | Kawakami Naoko   | 16 tháng 11, 1977 (25) |         |              |
| 8  | TV | Miyamoto Tomomi  | 31 tháng 12, 1978 (24) |         |              |
| 9  | TĐ | Arakawa Eriko    | 30 tháng 10, 1979 (23) |         |              |
| 10 | TĐ | Sawa Homare      | 6 tháng 9, 1978 (25)   |         | Atlanta Beat |
| 11 | TĐ | Otani Mio        | 5 tháng 5, 1979 (24)   |         |              |
| 12 | TM | Onodera Shiho    | 18 tháng 11, 1973 (29) |         |              |
| 13 | TV | Nakachi Mai      | 16 tháng 12, 1980 (22) |         |              |
| 14 | HV | Yano Kyoko       | 3 tháng 6, 1984 (19)   |         |              |
| 15 | HV | Miyazaki Yuka    | 13 tháng 10, 1983 (19) |         |              |
| 16 | TV | Yamamoto Emi     | 9 tháng 3, 1982 (21)   |         |              |
| 17 | TV | Yanagita Miyuki  | 11 tháng 4, 1981 (22)  |         |              |
| 18 | TĐ | Maruyama Karina  | 26 tháng 3, 1983 (20)  |         |              |
| 19 | TĐ | Sudo Akiko       | 7 tháng 4, 1984 (19)   |         |              |
| 20 | TV | Miyama Aya       | 28 tháng 1, 1985 (18)  |         |              |

## Bảng D

### Úc
Huấn luyện viên:  Adrian Santrac
| Số | Vt | Cầu thủ              | Ngày sinh (tuổi)       | Số trận | Câu lạc bộ          |
| -- | -- | -------------------- | ---------------------- | ------- | ------------------- |
| 1  | TM | Cassandra Kell       | 8 tháng 8, 1980 (23)   |         | NSW Sapphires       |
| 2  | TV | Gillian Foster       | 28 tháng 8, 1976 (27)  |         | Canberra Eclipse    |
| 3  | HV | Sacha Wainwright     | 6 tháng 2, 1972 (31)   |         | Canberra Eclipse    |
| 4  | HV | Dianne Alagich       | 12 tháng 5, 1979 (24)  |         | San Jose Cyber Rays |
| 5  | HV | Cheryl Salisbury (c) | 8 tháng 3, 1974 (29)   |         | New York Power      |
| 6  | HV | Rhian Davies         | 5 tháng 1, 1981 (22)   |         | Canberra Eclipse    |
| 7  | TĐ | Kelly Golebiowski    | 26 tháng 7, 1981 (22)  |         |                     |
| 8  | TV | Bryony Duus          | 7 tháng 10, 1977 (25)  |         |                     |
| 9  | TĐ | April Mann           | 21 tháng 4, 1978 (25)  |         |                     |
| 10 | TV | Joanne Peters        | 11 tháng 3, 1979 (24)  |         |                     |
| 11 | TV | Heather Garriock     | 21 tháng 12, 1982 (20) |         |                     |
| 12 | TM | Melissa Barbieri     | 20 tháng 1, 1980 (23)  |         |                     |
| 13 | HV | Karla Reuter         | 14 tháng 6, 1984 (19)  |         |                     |
| 14 | HV | Pamela Grant         | 15 tháng 11, 1982 (20) |         |                     |
| 15 | TV | Tal Karp             | 30 tháng 12, 1981 (21) |         |                     |
| 16 | TV | Taryn Rockall        | 11 tháng 11, 1977 (25) |         |                     |
| 17 | TĐ | Danielle Small       | 7 tháng 2, 1979 (24)   |         |                     |
| 18 | TM | Amy Beattie          | 8 tháng 9, 1980 (23)   |         |                     |
| 19 | TĐ | Amy Wilson           | 9 tháng 6, 1980 (23)   |         |                     |
| 20 | TĐ | Hayley Crawford      | 27 tháng 3, 1984 (19)  |         |                     |

### Trung Quốc
Huấn luyện viên:  Mã Lương Hành
| Số | Vt | Cầu thủ        | Ngày sinh (tuổi)       | Số trận | Câu lạc bộ |
| -- | -- | -------------- | ---------------------- | ------- | ---------- |
| 1  | TM | Hàn Văn Hà     | 23 tháng 8, 1976 (27)  |         |            |
| 2  | HV | Tôn Duệ        | 30 tháng 3, 1978 (25)  |         |            |
| 3  | HV | Lý Cát         | 8 tháng 7, 1979 (24)   |         |            |
| 4  | HV | Cao Hoành Hà   | 7 tháng 12, 1973 (29)  |         |            |
| 5  | HV | Phạm Vân Cát   | 29 tháng 4, 1972 (31)  |         |            |
| 6  | TV | Triệu Lợi Hồng | 25 tháng 12, 1972 (30) |         |            |
| 7  | TĐ | Bạch Cát       | 28 tháng 3, 1972 (31)  |         |            |
| 8  | TV | Trương Âu Ảnh  | 2 tháng 11, 1975 (27)  |         |            |
| 9  | TĐ | Tôn Văn (c)    | 6 tháng 4, 1973 (30)   |         |            |
| 10 | TV | Lưu Anh        | 11 tháng 6, 1974 (29)  |         |            |
| 11 | HV | Phổ Vĩ         | 20 tháng 8, 1980 (23)  |         |            |
| 12 | TV | Khúc Phi Phi   | 18 tháng 5, 1982 (21)  |         |            |
| 13 | TĐ | Đằng Ngụy      | 21 tháng 5, 1974 (29)  |         |            |
| 14 | TV | Tất Nghiên     | 17 tháng 2, 1984 (19)  |         |            |
| 15 | TV | Nhậm Lệ Bình   | 21 tháng 10, 1978 (24) |         |            |
| 16 | HV | Lưu Á Lợi      | 9 tháng 2, 1980 (23)   |         |            |
| 17 | TV | Phan Lệ Na     | 18 tháng 7, 1977 (26)  |         |            |
| 18 | TM | Triệu Yến      | 7 tháng 5, 1972 (31)   |         |            |
| 19 | TĐ | Hàn Đoan       | 15 tháng 6, 1983 (20)  |         |            |
| 20 | HV | Vương Lệ Bình  | 12 tháng 11, 1973 (29) |         |            |

### Ghana
Huấn luyện viên: Oko Aryee
| Số | Vt | Cầu thủ               | Ngày sinh (tuổi)       | Số trận | Câu lạc bộ |
| -- | -- | --------------------- | ---------------------- | ------- | ---------- |
| 1  | TM | Memunatu Sulemana     | 4 tháng 11, 1977 (25)  |         |            |
| 2  | HV | Aminatu Ibrahim       | 3 tháng 1, 1979 (24)   |         |            |
| 3  | HV | Mavis Danso           | 24 tháng 3, 1984 (19)  |         |            |
| 4  | HV | Patience Sackey       | 22 tháng 4, 1975 (28)  |         |            |
| 5  | TV | Patricia Ofori        | 9 tháng 6, 1981 (22)   |         |            |
| 6  | TV | Florence Okoe         | 12 tháng 11, 1984 (18) |         |            |
| 7  | TV | Genevive Clottey      | 25 tháng 4, 1969 (34)  |         |            |
| 8  | TĐ | Myralyn Osei Agyemang | 5 tháng 11, 1981 (21)  |         |            |
| 9  | TĐ | Akua Anokyewaa        | 15 tháng 10, 1984 (18) |         |            |
| 10 | TĐ | Adjoa Bayor           | 17 tháng 5, 1979 (24)  |         |            |
| 11 | TĐ | Gloria Foriwa         | 11 tháng 5, 1981 (22)  |         |            |
| 12 | TM | Fati Mohammed         | 4 tháng 6, 1979 (24)   |         |            |
| 13 | HV | Yaa Avoe              | 1 tháng 7, 1982 (21)   |         |            |
| 14 | HV | Elizabeth Baidu       | 28 tháng 4, 1978 (25)  |         |            |
| 15 | TĐ | Alberta Sackey (c)    | 6 tháng 11, 1972 (30)  |         |            |
| 16 | HV | Lydia Ankrah          | 1 tháng 12, 1973 (29)  |         |            |
| 17 | TV | Belinda Kanda         | 3 tháng 11, 1982 (20)  |         |            |
| 18 | TĐ | Mavis Dgajmah         | 21 tháng 12, 1973 (29) |         |            |
| 19 | TĐ | Basilea Amoa-Tetteh   | 7 tháng 3, 1984 (19)   |         |            |
| 20 | TM | Gladys Enti           | 21 tháng 4, 1975 (28)  |         |            |

### Nga
Huấn luyện viên:  Yuri Bistritskiy
| Số | Vt | Cầu thủ                 | Ngày sinh (tuổi)       | Số trận | Câu lạc bộ |
| -- | -- | ----------------------- | ---------------------- | ------- | ---------- |
| 1  | TM | Svetlana Petko          | 6 tháng 6, 1970 (33)   |         |            |
| 2  | HV | Tatiana Zaytseva        | 27 tháng 8, 1978 (25)  |         |            |
| 3  | HV | Marina Burakova (c)     | 8 tháng 5, 1966 (37)   |         |            |
| 4  | HV | Marina Saenko           | 1 tháng 5, 1975 (28)   |         |            |
| 5  | HV | Vera Stroukova          | 6 tháng 8, 1981 (22)   |         |            |
| 6  | TV | Galina Komarova         | 12 tháng 8, 1977 (26)  |         |            |
| 7  | TV | Tatiana Egorova         | 10 tháng 3, 1970 (33)  |         |            |
| 8  | TV | Alexandra Svetlitskaya  | 20 tháng 8, 1971 (32)  |         |            |
| 9  | TV | Olga Sergaeva           | 8 tháng 3, 1977 (26)   |         |            |
| 10 | TĐ | Natalia Barbashina      | 26 tháng 8, 1973 (30)  |         |            |
| 11 | TĐ | Olga Letyushova         | 29 tháng 12, 1975 (27) |         |            |
| 12 | TM | Alla Volkova            | 12 tháng 4, 1968 (35)  |         |            |
| 13 | TV | Elena Fomina            | 5 tháng 4, 1979 (24)   |         |            |
| 14 | TV | Oxana Shmachkova        | 20 tháng 6, 1981 (22)  |         |            |
| 15 | TV | Tatiana Skotnikova      | 27 tháng 11, 1978 (24) |         |            |
| 16 | HV | Marina Kolomiets        | 29 tháng 9, 1972 (30)  |         |            |
| 17 | TĐ | Elena Danilova          | 17 tháng 6, 1987 (16)  |         |            |
| 18 | HV | Anastassia Pustovoitova | 10 tháng 2, 1981 (22)  |         |            |
| 19 | TV | Elena Denchtchik        | 11 tháng 11, 1973 (29) |         |            |
| 20 | TM | Maria Pigaleva          | 19 tháng 2, 1981 (22)  |         |            |